# Endurecimiento por deformación
El endurecimiento por deformación (también llamado endurecimiento en frío o por acritud) es el endurecimiento de un material por una deformación plástica a nivel macroscópico que tiene el efecto de incrementar la densidad de dislocaciones del material. A medida que el material se satura con nuevas dislocaciones, se crea una resistencia a la formación de nuevas dislocaciones y a su movimiento. Esta resistencia a la formación y movimiento de las dislocaciones se manifiesta a nivel macroscópico como una resistencia a la deformación plástica.
En cristales metálicos, el movimiento de las dislocaciones es lo que produce la deformación plástica (irreversible) a medida que se propagan por la estructura del cristal. A temperaturas normales cuando se deforma un material también se crean dislocaciones, en mayor número de las que se aniquilan, y provocan tensiones en el material, que impiden a otras dislocaciones el libre movimiento de estas. Esto lleva a un incremento en la resistencia del material y a la consecuente disminución en la ductilidad.